# His Girl Friday
His Girl Friday (en Argentina, Ayuno de amor; en España, Luna nueva; en Venezuela, Mi asistente favorita) es una película de comedia screwball estadounidense de 1940, dirigida por Howard Hawks, con actuación de Rosalind Russell y Cary Grant y estrenada por Columbia Pictures.
La trama se centra en el editor de un periódico llamado Walter Burns (Grant), que va a perder a su reportera estrella y exesposa Hildy Johnson (Russell), porque está a punto de casarse con otro hombre. Burns le pide que cubran juntos una historia más para el periódico, enredándose los dos en el caso del asesino Earl Williams mientras Burns intenta desesperadamente recuperar su amor. El guion fue adaptado de la obra The Front Page de Ben Hecht y Charles MacArthur. Esta fue la segunda vez que la obra fue adaptada para la pantalla, siendo la primera ocasión la película de 1931 también llamada The Front Page.
El guion fue escrito por Charles Lederer y Ben Hecht, aunque este último no se encuentra acreditado en el filme. El cambio principal en esta versión, introducido por Hawks, es que el papel de Hildy Johnson es una mujer. El rodaje comenzó en septiembre de 1939 y terminó en noviembre de 1939, con siete días de retraso, fruto de las frecuentes improvisaciones y numerosas escenas de conjunto que requirieron varias repeticiones. Hawks animó a sus actores a ser agresivos y espontáneos, creando varios momentos en los que los personajes rompen la «cuarta pared». La película ha sido conocida por sus sorpresas, comedia y diálogo rápido y superpuesto. El propio Hawks estaba decidido a romper el récord del diálogo cinematográfico más rápido, que por entonces mantenía la original The Front Page. Utilizó un mezclador de sonido en el set para aumentar la velocidad del diálogo, y realizó una proyección de las dos películas una al lado de la otra para demostrar qué tan rápida era su película.
La película ocupa el lugar 19 en el listado «100 años... 100 sonrisas» del American Film Institute y fue seleccionada en 1993 para su conservación en el National Film Registry de la Biblioteca del Congreso de los Estados Unidos por ser "cultural, histórica o estéticamente significativa".
La película es de dominio público debido a que los derechos de autor no volvieron a ser renovados, aunque la obra en la que se basó todavía está bajo derechos de autor.

## Trama
Walter Burns (Cary Grant), editor del periódico The Morning Post, se entera de que su exesposa y exreportera estrella, Hildegard "Hildy" Johnson (Rosalind Russell), está a punto de casarse con un apacible vendedor de seguros llamado Bruce Baldwin (Ralph Bellamy) y establecerse en una vida tranquila como esposa y madre en Albany, Nueva York. Walter decide sabotear estos planes, atrayendo a la reticente Hildy a cubrir una última historia, la próxima ejecución de Earl Williams (John Qualen), un tímido contador condenado a muerte por asesinar a un policía afroamericano. Walter insiste en que Hildy y su prometido Bruce se unan a él para almorzar. En el restaurante, Hildy insiste en que ella y Bruce se irán en dos horas para tomar un tren nocturno a Albany para casarse al día siguiente. Walter intenta convencer a Bruce de que Hildy es la única que puede escribir una historia para salvar de la ejecución a Williams. Después de varios intentos de engaños y mentiras para convencer a Hildy de quedarse, Hildy finalmente acepta a condición de que Walter compre una póliza de seguro de vida de US$100 000 a Bruce para recibir la correspondiente comisión de US$1.000. Mientras tanto, Hildy soborna al director de la cárcel para poder entrevistar a Williams, quien le explica que el disparo que realizó fue un accidente. Hildy usa la teoría económica para explicar el asesinato del policía a Williams: "producción para su uso", producción del arma para su utilización.

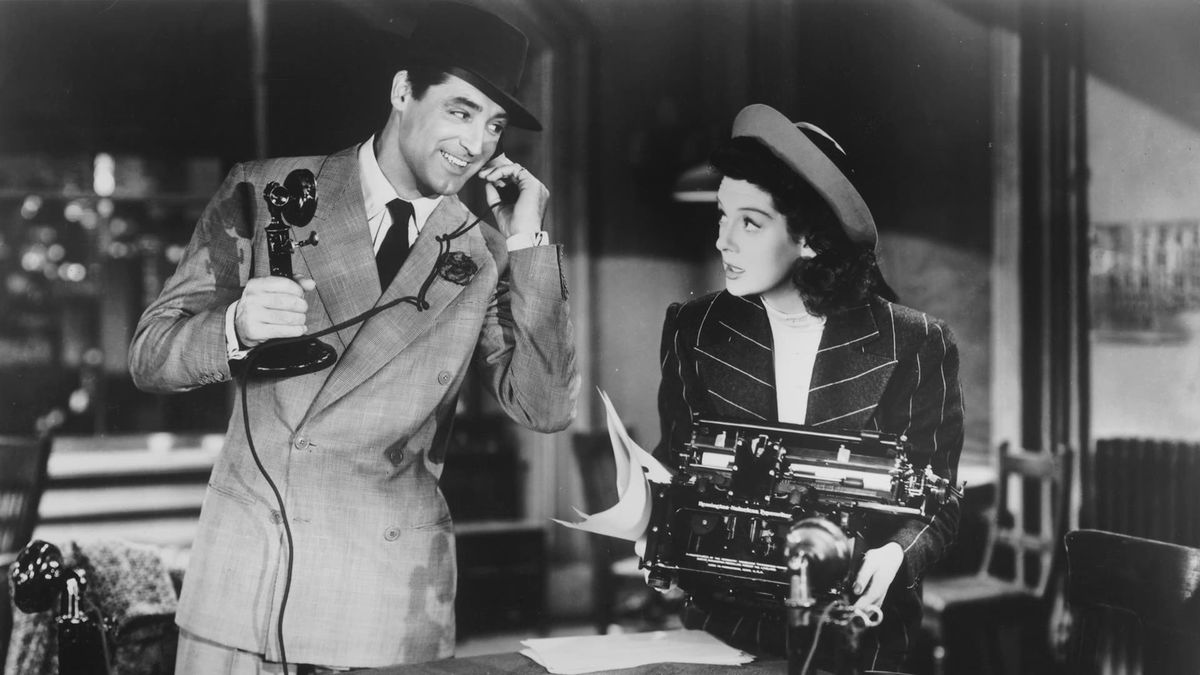
Fotograma de Cary Grant y Rosalind Russell.

Mientras tanto, Walter hace todo lo posible para evitar que Hildy se vaya, primero preparando y acusando a Bruce de robar un reloj, lo que obliga a Hildy a sacarlo de la cárcel. Exasperada, Hildy anuncia su retiro de su profesión. Sin embargo, cuando Williams se escapa del torpe sheriff (Gene Lockhart) y termina escondiéndose casualmente con Hildy en la sala de prensa de la cárcel, vuelve a ella el atractivo de una gran primicia. En el intertanto, Bruce ha vuelto a caer en la cárcel, y Hildy comienza a sospechar de Walter, pero ahora no va a rescatarlo de nuevo porque prioriza el trabajo periodístico en el que está inmersa. Antes que el resto de periodistas encuentren a Williams, Hildy decide esconderlo en uno de los escritorio; a la vez que la amiga de Williams, Mollie (Helen Mack), le asegura que es inocente. La severa suegra de Hildy (Alma Kruger) entra a regañar a Hildy por la forma en que trata a Bruce. Al ser acosada por los reporteros por el paradero de Williams, Mollie salta por la ventana, sin morir. Molesto, Walter pide a su asistente "Diamond Louie" (Abner Biberman) que se lleve a la Sra. Baldwin de la habitación "temporalmente". Hildy quiere tratar de sacar a Bruce de la cárcel, pero Walter la convence de que debe centrarse en el avance de su historia.
Bruce entra en la sala de prensa después de haber llamado a Albany por su fianza, preguntándole por el paradero de su madre, pero Hildy se desentiende mientras escribe frenéticamente su historia, y él la abandona. "Diamond Louie" entra en la habitación con ropa desgarrada, revelando que había chocado a un automóvil de la policía mientras conducía con la Sra. Baldwin, sin saber si ella muere o no en el accidente. El corrupto alcalde (Clarence Kolb) y el sheriff necesitan la publicidad de la ejecución para mantener sus puestos de trabajo en las próximas elecciones, por lo que cuando un mensajero (Billy Gilbert) les trae el indulto del gobernador para Williams, tratan de sobornar al hombre para que se vaya y vuelva después de la ejecución. Walter y Hildy se enteran a tiempo de salvar a Williams de la horca y usan la información para chantajear al alcalde y al sheriff antes que arresten a Walter por secuestrar a la señora Baldwin. Hildy recibe una última llamada de Bruce, nuevamente en la cárcel por llevar dinero falsificado que, sin saberlo, le fue transferido por Hildy de Walter. Hildy rompe a llorar y le admite a Walter que tenía miedo de que él la dejara casarse con Bruce sin luchar.
Reconciliados, Walter y Hildy envían dinero para sacar a Bruce de la cárcel y Walter le dice a Hildy que se volverán a casar, y promete llevarla a la luna de miel que nunca tuvieron en las cataratas del Niágara. Pero luego Walter se entera de que hay una huelga de interés periodístico en Albany, que está en camino a las cataratas del Niágara en tren. Walter lleva a Hildy fuera de la sala de prensa, pidiéndole que lleve su propia maleta.

## Reparto
- Cary Grant como Walter Burns.
- Rosalind Russell como Hildegard "Hildy" Johnson.
- Ralph Bellamy como Bruce Baldwin.
- Gene Lockhart como el sheriff Hartwell.
- Porter Hall como Murphy.
- Ernest Truex como Bensinger.
- Cliff Edwards como Endicott.
- Clarence Kolb como el Alcalde.
- Roscoe Karns como McCue.
- Frank Jenks como Wilson.
- Regis Toomey como Sanders.
- Abner Biberman como Diamond Louie.
- Frank Orth como Duffy.
- John Qualen como Earl Williams.
- Helen Mack como Mollie Malloy.
- Alma Kruger como la Sra. Baldwin
- Billy Gilbert como Joe Pettibone.
- Pat West como Warden Cooley.
- Edwin Maxwell como el Dr. Eggelhoffer
- Marion Martin como Evangeline (sin acreditar).

## Producción

### Desarrollo y guion

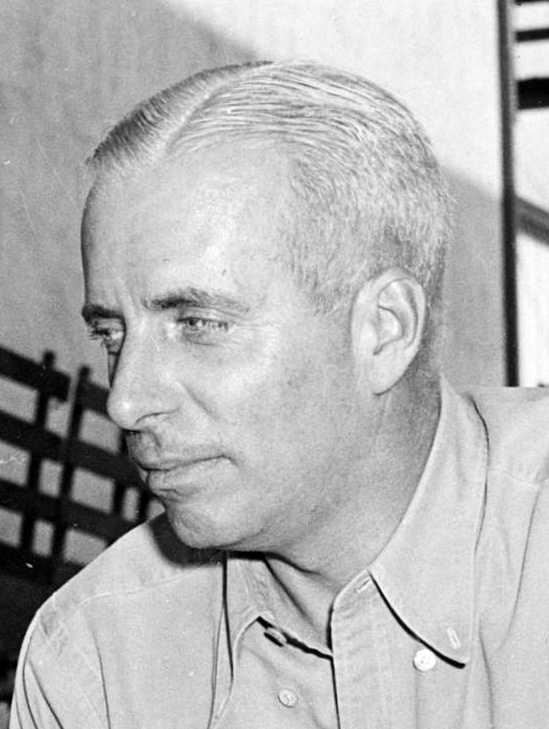
Fotografía de Howard Hawks (década de 1940).

Mientras producía Only Angels Have Wings (1939), Howard Hawks intentó lanzar una nueva versión de The Front Page a Harry Cohn de Columbia Pictures. Cary Grant fue confirmado casi de inmediato en la película, pero Cohn inicialmente tenía la intención de que Grant interpretara al reportero, con el comentarista de radio Walter Winchell como el editor. La producción de Hawks, que posteriormente se convertiría en His Girl Friday, originalmente fue una adaptación sencilla de The Front Page, ya que tanto el editor como el reportero eran hombres. Sin embargo, durante las audiciones, una mujer, la secretaria de Hawks, leyó las líneas del reportero. A Hawks le atrajo la forma en que sonaba los diálogos en una mujer, lo que resultó en la reescritura del guion para que Hildy fuera una mujer y la exesposa del editor Walter Burns, que pasaría a ser el nuevo papel de Cary Grant. Cohn compró los derechos de The Front Page en enero de 1939.

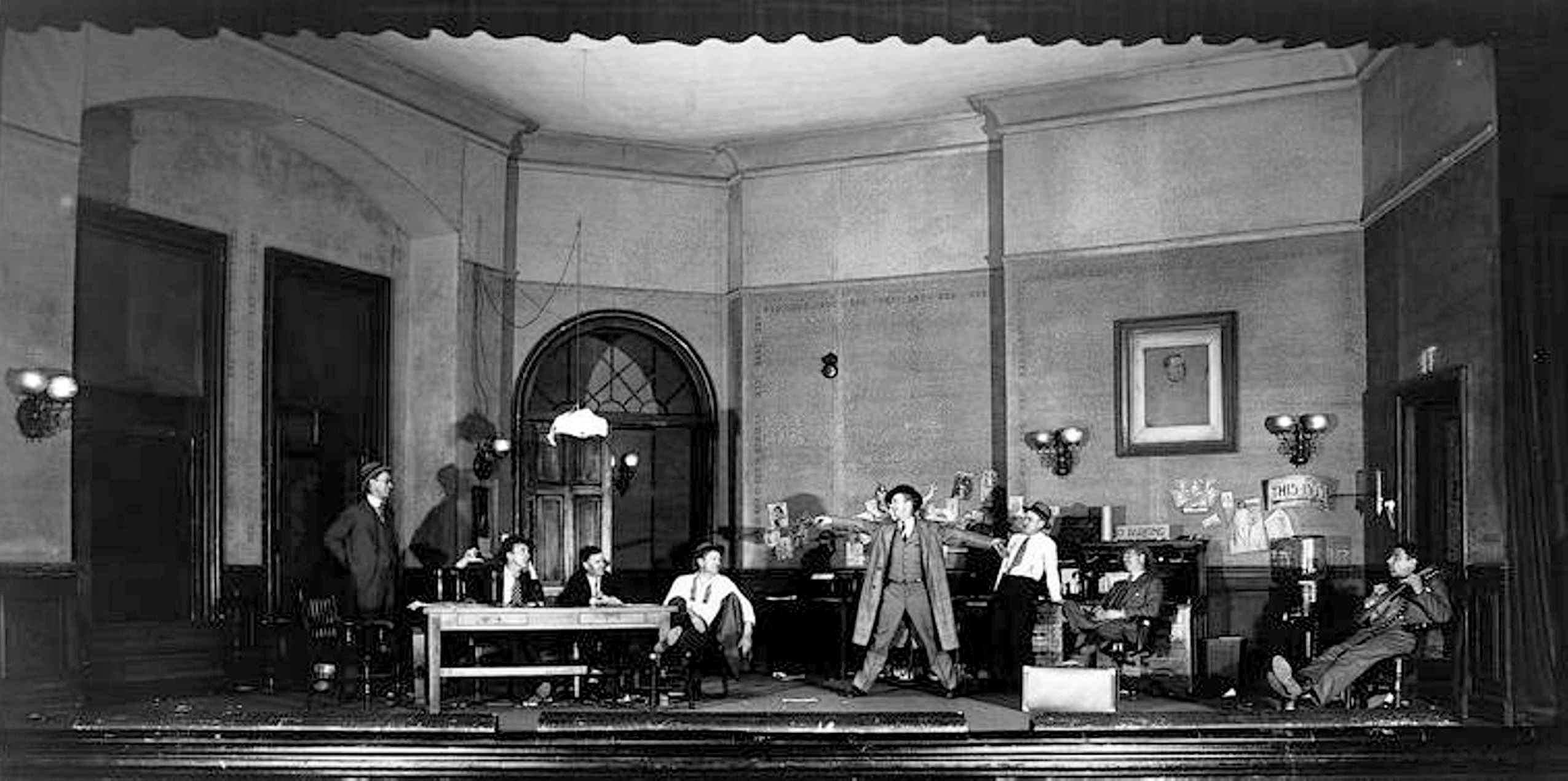
Fotografía de la obra de teatro The Front Page en Broadway, aparecida en Theatre Magazine en octubre de 1928.

Aunque Hawks consideraba que el diálogo de The Front Page era "el mejor diálogo moderno que se había escrito", más de la mitad fue reemplazado por uno mejor a juicio de Hawks. Parte del diálogo original y todos los nombres de los personajes se mantuvieron, con la excepción del prometido de Hildy, Bruce Baldwin. Con estos cambios, Cohn aprobó la idea de Hawks para el proyecto cinematográfico. Ben Hecht y Charles MacArthur, que habían escrito la obra original, no estaban disponibles para la escritura del guion; en consecuencia, Hawks consideró a Gene Fowler, pero este rechazó el trabajo porque no le gustaban los cambios que Hawks pretendía hacer al guion. Hawks reclutó entonces a Charles Lederer, quien ya había trabajado en la adaptación original de The Front Page, para trabajar en el guion. Este haría algunas adiciones al principio del guion para darles a los personajes una historia convincente, por lo que se decidió que Hildy y Walter se divorciarían y que las intenciones de nuevo matrimonio de Hildy serían la motivación de Walter para recuperarla. Aunque no fue acreditado, Hecht ayudó a Lederer en la adaptación.
Durante la redacción del guion, Hawks estuvo en Palm Springs dirigiendo Only Angels Have Wings, pero se mantuvo en estrecho contacto con Lederer y Hecht. Hecht ayudó a Lederer con algunas revisiones organizativas y Lederer terminó el guion el 22 de mayo. Después de dos borradores más, completados en julio, Hawks llamó a Morrie Ryskind para revisar el diálogo y hacerlo más interesante. Ryskind revisó el guion durante todo el verano y terminó a finales de septiembre, antes de que comenzara el rodaje. Más de la mitad del diálogo original fue reescrito.. La película carece de una de las líneas finales más conocidas de la obra, "¡el hijo de puta se robó mi reloj!", debido a que las películas de la época se encontraban bajo escrutinio y censura del Código Hays de la Asociación Cinematográfica de Estados Unidos (MPAA), y Hawks sintió que la línea estaba demasiado usada. Ryskind desarrolló un nuevo final en el que Walter y Hildy comienzan a pelear inmediatamente después de decir "Sí" en la boda que celebran en la sala de redacción con uno de los personajes que dice: "Creo que esta vez todo saldrá bien". Sin embargo, después de revelar el final a unos pocos escritores en Columbia una noche, Ryskind se sorprendió al escuchar que su final fue filmado en otro set unos días después. Forzado a crear otro final, Ryskind terminó agradeciendo al escritor anónimo de Columbia, porque sintió que su final y los de sus líneas finales, "Me pregunto si Bruce nos puede dar alojamiento", fueron mejores que lo que había escrito originalmente. Después de revisar el guion, la MPPAA no tuvo problemas con la película, aunque mencionó algunos comentarios despectivos hacia los periodistas y algunos comportamientos ilegales de los personajes. Durante algunas reescrituras para los censores, Hawks se enfocó en encontrar una actriz principal para su película.

### Casting

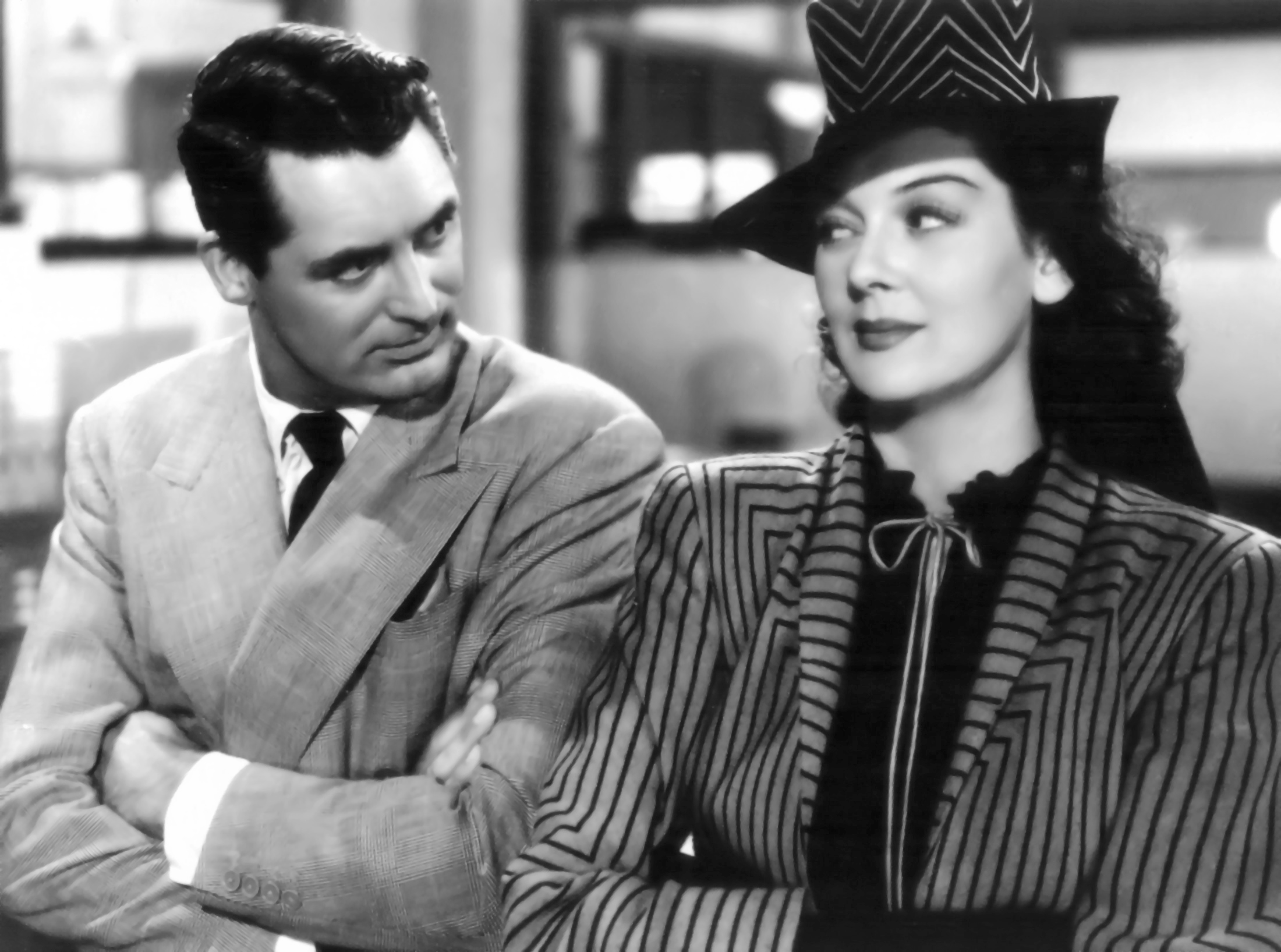
Fotograma con Cary Grant y Rosalind Russell.

Hawks tuvo dificultades en el casting de His Girl Friday. Si bien la elección de Cary Grant fue casi instantánea, el casting de Hildy fue un proceso más dificultoso. Al principio, Hawks quería a Carole Lombard, a quien había dirigido en la comedia Twentieth Century, pero el costo de contratar a Lombard en su nuevo estatus como freelance resultó ser demasiado elevado, y Columbia no podía pagarla. Posteriormente, se le ofreció el papel a Katharine Hepburn, Claudette Colbert, Margaret Sullavan, Ginger Rogers, Irene Dunne y Jean Arthur, pero todas lo rechazaron. Dunne rechazó el papel porque sentía que era demasiado pequeño y necesitaba ser ampliado y Arthur, luego de rechazarlo, fue suspendida por el estudio. Según informes, también se consideró a Joan Crawford. Hawks, luego, se dirigió a Rosalind Russell, quien acababa de terminar el filme The Women de 1939 de Metro-Goldwyn-Mayer. Russell se molestó cuando descubrió en un artículo de The New York Times que Cohn estaba "atrapada" con ella después de intentar elegir a muchas otras actrices. Antes de la primera reunión de Russell con Hawks, para mostrarle su apatía, ella nadó y entró a su oficina con el cabello mojado, debiendo realizar tres pruebas de cámara seguidas. Russell lo confrontó sobre este problema de casting; la despachó rápidamente y le pidió que se dirigiera al vestuario.

### Rodaje
Después del maquillaje, el vestuario y las pruebas de fotografía, el rodaje comenzó el 27 de septiembre. La película tenía el título provisorio de The Bigger They Are. En su autobiografía Life is a Banquet, Russell escribió que pensaba que su papel no tenía tantas buenas líneas como la de Grant, por lo que contrató a su propio guionista para "reforzar" su diálogo. Con Hawks alentando la improvisación en el set, Russell pudo deslizar el trabajo de su guionista personal en la película. Solo Grant conocía esta táctica y la saludaba cada mañana diciendo: "¿Qué tienes hoy?". Su escritor fantasma le dio algunas de las líneas de la escena del restaurante, que es exclusiva de la versión de His Girl Friday. Esta fue una de las escenas más complicadas de filmar ya que, debido a la rapidez del diálogo, ninguno de los actores realmente come durante la filmación a pesar de la existencia de platos con comida en el set. Hawks filmó esta escena con una cámara cada semana y media en producción, y tardó cuatro días en filmarla, en lugar de los dos previstos. La película se rodó con algo de improvisación de líneas y acciones, con Hawks dando a los actores la libertad de experimentar, como lo hizo con sus comedias más que con sus dramas. La película es conocida por sus diálogos superpuestos, utilizado para hacer que las conversaciones sonaran más realistas, con un personaje que habla antes de que otro termine. Aunque el diálogo de superposición se especifica y señala en el guion de la obra de teatro de 1928 por Hecht y MacArthur, Hawks dijo a Peter Bogdanovich:

Me había dado cuenta de que cuando las personas hablan, hablan unas sobre otras, especialmente las personas que hablan rápido o que están discutiendo o describiendo algo. Así que escribimos el diálogo de una manera que hizo innecesarios los comienzos y finales de las oraciones; estaban allí por superposición.

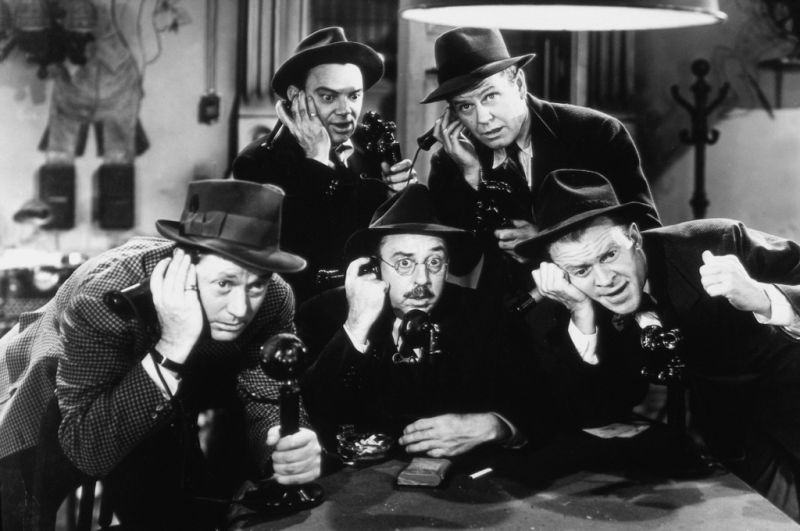
Las improvisaciones y diálogos apresurados y superpuestos del grupo de reporteros, hicieron que His Girl Friday intentara marcar un hito respecto a lo frenético que podía exponer un filme de la época, sin tener aun las innovaciones técnicas que permiten ello actualmente.

Para obtener el efecto que deseaba, ya que la grabación multipista aún no estaba disponible en aquella época, Hawks hizo que el mezclador de sonido en el plató encendiera y apagara los diversos micrófonos en la parte superior según fuera necesario para la escena, hasta 35 veces inclusive. Según se informó, la película se aceleró debido a un desafío que Hawks asumió para romper el récord del diálogo más rápido en la pantalla, que por entonces tenía The Front Page. Hawks organizó una exhibición para los periodistas de las dos películas una al lado de la otra para demostrar qué tan rápido fue su diálogo. En general, la filmación fue difícil debido a que la improvisación dificultaba saber qué iban a hacer los personajes en la acción. Russell también experimentó dificultades a la hora de ser filmada, debido a que su falta de una mandíbula afilada requería que los artistas de maquillaje pintaran y combinaran una línea oscura debajo de su mandíbula mientras iluminaban su rostro para simular una apariencia más juvenil.
Hawks alentó la agresividad y lo inesperado en la actuación, algunas veces rompiendo la «cuarta pared» en la película. En un momento dado, Grant dice mirando fijamente a la cámara, "¿Va a hacer eso?", luego que Russell improvisara una de sus líneas. Hawks decidió esta escena en el metraje final. Debido a las numerosas escenas de conjunto, fueron necesarias muchas repeticiones. Después de haber aprendido de Bringing Up Baby (1938), Hawks añadió algunos personajes de apoyo para equilibrar a los personajes principales. Arthur Rosson trabajó durante tres días en la segunda unidad de rodaje en Columbia Ranch. El rodaje se completó el 21 de noviembre, siete días después del calendario. Inusualmente para la época, la película no contiene música, excepto por la música que lleva al fundido a negro final del filme.

#### Improvisaciones de Grant
El personaje de Grant describe el personaje de Bellamy al decir: "Se parece a ese tipo en las películas, ya sabes... ¡Ralph Bellamy!". Según Bellamy, el comentario fue improvisado por Grant. El jefe de los estudios Columbia, Harry Cohn, pensó que era demasiado descarado y ordenó que se retirara, pero Hawks insistió en que se quedara. A su vez, Grant realizó varios otros comentarios "internos" en la película. Cuando su personaje es arrestado por un secuestro, describe la terrible suerte que sufrió la última persona que lo cruzó: Archie Leach (nombre de nacimiento de Grant). Otra frase, que la audiencia atribuye a un comentario interno es que cuando Earl Williams intenta salir del escritorio de la encimera donde estaba escondido, Grant dice: "Vuelve allí, simulacro de tortuga". La línea es una versión "limpia" de otra de la versión teatral de The Front Page ("¡Vuelve allí, maldita tortuga!"), y Grant también interpretó a la "Falsa Tortuga" en la versión cinematográfica de 1933 de Alicia en el país de las maravillas.

## Estreno y recepción
Cohn se apresuró a estrenar la película y el 3 de enero de 1940 se realizó una presentación preliminar del filme. El 11 de enero se estrenó His Girl Friday en la ciudad de Nueva York en el Radio City Music Hall. A la semana siguiente, comenzó a ser proyectada masivamente en los cines estadounidenses.
Las críticas de la época fueron muy positivas respecto al filme. Los críticos quedaron particularmente impresionados por el cambio de género de la reportera. Frank S. Nugent, de The New York Times, escribió: "Excepto agregar que hemos visto The Front Page bajo su propio nombre y otros tan a menudo antes de que nos hayamos cansado un poco, no hacemos sino conceder a His Girl Friday una reimpresión audaz de lo que fue, y sigue siendo, la comedia periodística más loca de nuestros tiempos". Variety escribió: "El enfoque es diferente, incluso hasta el punto de convertir a la periodista Hildy Johnson en una mujer, pero sigue siendo Front Page y Columbia no tiene por qué lamentarse. Charles Leder [sic] ha hecho un excelente trabajo de guionista y productor. El director Howard Hawks ha hecho una película que puede estar sola casi en cualquier lugar y obtener ingresos sanos". Harrison's Reports escribió: "Aunque la historia y su desarrollo serán familiares para aquellos que vieron la primera versión de The Front Page, se entretendrán de la misma manera, ya que la acción es tan emocionante que lo mantienen en un tenso suspenso a uno lo largo de esta". The Film Daily escribió: "Dado el ritmo rápido, un reparto de primera clase, una buena producción y una dirección capaz, la película tiene todas las cualidades necesarias para el entretenimiento de primera clase para cualquier tipo de público". John Mosher, de The New Yorker, escribió que después de años de "imitaciones débiles, tenues y tristes" de The Front Page, descubrió que esta auténtica adaptación del original era "una película fresca, sin fecha y tan brillante como podría desearse". Louis Marcorelles llamó a His Girl Friday, "la película americana por excelencia".

## Interpretación

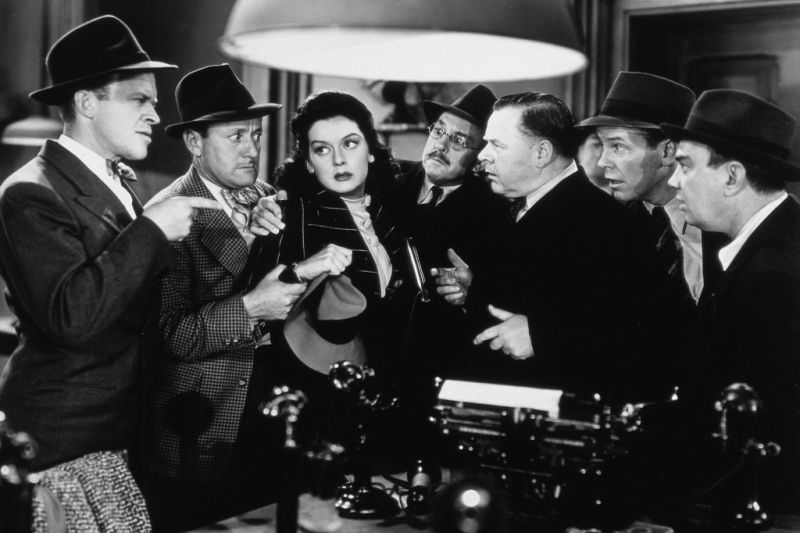
El papel de Hildy Johnson, interpretada por R. Russell (al centro de la imagen), representó un quiebre respecto a la imagen de la mujer en el cine: de un rol vinculado al matrimonio y el hogar, Hildy se debate entre ello y el gusto que tiene por su profesión y su independencia social y económica. A su vez, Russell se hizo famosa en su primera etapa como actriz cinematográfica por retratar mujeres profesionales, contando este como su papel más importante.

El título His Girl Friday es un título irónico, porque una chica "friday" representa a la sirvienta de un maestro, pero Hildy no es una sirvienta en la película, sino que su personaje es un igual a Walter. El mundo en esta película no está determinado por el género, sino por la inteligencia y la culpabilidad. Al comienzo de la película, Hildy dice que quiere ser "tratada como una mujer", pero el regreso a su profesión revela su verdadero deseo de vivir una vida diferente. En His Girl Friday, a pesar de que los personajes se vuelven a casar, Hawks muestra una aversión al matrimonio, al hogar y la familia a través de su acercamiento a la película. El trabajo de cámara específico, además del control del carácter de la fotografía y el diálogo, retratan una crítica sutil de la domesticidad. El tema de la domesticidad está bastante ausente a lo largo de la película. Incluso entre las relaciones entre Grant y Russell y Bellamy y Russell, las relaciones se posicionan dentro de un marco más amplio de la sala de prensa dominada por hombres. La película, como muchas comedias, celebra un amor difícil y tumultuoso en lugar de un amor seguro y suburbano a través de su preferencia por el movimiento y la discusión en lugar del equilibrio silencioso. La crítica de cine Molly Haskell escribió que la escena cerca del final de la película, cuando Hildy rompe en llanto, no se incluyó para exponer su feminidad, sino para expresar la confusión que sintió debido a la colisión de sus naturalezas profesionales y femeninas. El lado femenino de Hildy desea estar subordinado y sexualmente relacionado con los hombres, mientras que, por otra parte, también desea la afirmación y renunciar a los deberes estereotipados de una mujer. Sus lágrimas representan su impotencia emocional y su incapacidad para expresar la ira a una figura de autoridad masculina.
Una característica común en muchas películas de Howard Hawks es la revelación de la amoralidad del personaje principal y la incapacidad del protagonista para cambiar o desarrollarse como un personaje. En el filme, Walter Burns manipula, actúa de manera egoísta, engaña al novio de su exesposa y organiza el secuestro de una anciana. Incluso al final de la película, Burns convence a Hildy Johnson para que se vuelva a casar a pesar de lo mucho que ella lo odia y de sus acciones cuestionables. Tras la reanudación de su relación, no hay romance visible entre ellos. No se besan, abrazan, ni siquiera se miran. Es evidente que Burns sigue siendo la misma persona que tenía en su relación anterior, ya que rápidamente ignora los planes para la luna de miel que nunca tuvieron en busca de una nueva historia. Además, él camina delante de ella cuando sale de la habitación, obligándola a llevar su propia maleta, a pesar de que Hildy ya había criticado esto al principio de la película.
Hawks es conocido por su uso de gestos repetidos o intencionales en sus películas. En His Girl Friday, el cigarrillo en la escena entre Hildy y Earl Williams cumple varios roles simbólicos en la película. Primero, el cigarrillo establece un vínculo entre los personajes cuando Williams acepta el cigarrillo a pesar de que no fuma. Sin embargo, el hecho de que él no fume y no compartan el cigarrillo muestra la diferencia entre y la separación de los mundos en los que viven los dos personajes.
La película contiene dos argumentos principales: el romántico y el profesional. Walter y Hildy trabajan juntos para intentar liberar a Earl Williams, condenado erróneamente, mientras que la trama concurrente es que Walter intenta recuperar a Hildy. Las dos tramas no se resuelven al mismo tiempo, pero son interdependientes porque, aunque Williams es liberado antes de que Walter y Hildy vuelvan a estar juntos, él es el motivo de su reconciliación. La velocidad de la película es particularmente notable y se caracteriza por un diálogo ágil y superpuesto entre las interrupciones y el diálogo rápido. El movimiento de gestos, personajes y cámaras, así como la edición, sirven para complementar el diálogo para aumentar el ritmo de la película. Hay un claro contraste entre Hildy y Walter, que hablan rápido, y Bruce y Earl, que hablan despacio, lo que sirve para enfatizar la brecha entre lo inteligente y lo poco inteligente en la película. El promedio de palabras por minuto de la película es de 240, mientras que el discurso promedio de los estadounidenses es de alrededor de 140 palabras por minuto. Hay nueve escenas con al menos cuatro palabras por segundo y al menos dos con más de cinco palabras por segundo. Hawks adjuntó etiquetas verbales antes y después de líneas de guion específicas para que los actores pudieran interrumpirse y hablar entre ellos sin hacer que el diálogo necesario sea incomprensible.
El teórico e historiador del cine David Bordwell explicó el final de His Girl Friday como un "efecto de cierre" en lugar de un cierre. El final de la película es más bien circular y no hay desarrollo de personajes, específicamente Walter Burns, y la película termina de manera similar a la forma en que comienza. Además, la película termina con un breve epílogo en el que Walter anuncia su nuevo matrimonio y su intención de ir a cubrir una huelga en Albany en el camino a su luna de miel y consideran quedarse con Bruce en Albany. Se revelan los destinos de los personajes principales e incluso algunos de los personajes secundarios, como Earl William, excepto que hay fallas menores en la resolución. Por ejemplo, no discuten lo que le sucede a Molly Malloy después de que se resuelve el conflicto. Sin embargo, los finales de los personajes principales fueron envueltos tan bien que eclipsa la necesidad de que se terminen los finales de los personajes secundarios.

## Legado
His Girl Friday (a menudo junto con Bringing up Baby y Twentieth Century) se cita como un arquetipo del género de comedia screwball. En 1993, la Biblioteca del Congreso de Estados Unidos seleccionó a His Girl Friday para su conservación en el National Film Registry de ese país. La película ocupa la posición 19 en el listado «100 años... 100 sonrisas» del  American Film Institute, una lista de los filmes de comedia estadounidenses más divertidos, realizado en 2000. Antes de His Girl Friday, la obra The Front Page había ya sido adaptada para la pantalla una vez antes, en la película producida por Howard Hughes en 1931, también llamada The Front Page, con Adolphe Menjou y Pat O'Brien en los papeles principales. En esta primera adaptación cinematográfica, Hildy Johnson era un hombre.
His Girl Friday se dramatizaría posteriormente como una obra de radio de una hora en la transmisión del 30 de septiembre de 1940 de Lux Radio Theatre con Claudette Colbert, Fred MacMurray y Jack Carson. Fue dramatizado de nuevo con una versión de media hora en The Screen Guild Theater el 30 de marzo de 1941 con Grant y Russell retomando sus papeles cinematográficos. The Front Page se rehízo en una película de 1974 de Billy Wilder protagonizada por Walter Matthau como Burns, Jack Lemmon como Hildy y Susan Sarandon como su prometida.
His Girl Friday y la obra original de Hecht y MacArthur se adaptaron posteriormente a otra obra teatral, His Girl Friday, del dramaturgo John Guare, la cual se presentó en el National Theatre de Londres de mayo a noviembre de 2003, con Alex Jennings como Burns y Zoë Wanamaker como Hildy. La película Switching Channels de 1988 estaba basada libremente en His Girl Friday, con Burt Reynolds en el papel de Burns, Kathleen Turner en el papel de Hildy y Christopher Reeve en el papel de Bruce. En diciembre de 2017, el director artístico del Snowglobe Theatre, Peter Giser, con sede en Montreal, Canadá, adaptó el guion para el escenario, amplió algunos personajes e hizo que la obra fuera más accesible para el público moderno. Se realizó en diciembre después de que Snowglobe obtuviera el estado de copyright de esta versión adaptada.
El director Quentin Tarantino ha nombrado a His Girl Friday como una de sus películas favoritas. En la película francesa Notre musique de 2004, en el aula de Godard, explica la base de la película, específicamente el disparo inverso. Mientras explica este concepto, dos fotografías de His Girl Friday se muestran con Cary Grant en una foto y Rosalind Russell en la otra. Explica que al mirar de cerca, los dos disparos son en realidad el mismo disparo, "porque el director es incapaz de ver la diferencia entre un hombre y una mujer".
El filme está reconocido en los siguientes listados por el American Film Institute:
- 1998: 100 años... 100 películas – Nominada[58]
- 2000: 100 años... 100 sonrisas – #19[59]
- 2002: 100 años... 100 pasiones – Nominada[60]
- 2007: 100 años... 100 películas (edición 10.º aniversario) – Nominada[61]
- 2008: AFI's 10 Top 10:
  - Comedia romántica nominada[62]